# Castello di Monticelli d'Ongina
Il Castello di Monticelli d'Ongina o Rocca Pallavicino - Casali è un complesso fortificato, uno dei più imponenti esistenti in pianura, che si trova nel centro storico del comune di Monticelli d'Ongina, in provincia di Piacenza. La fortezza, baluardo difensivo e corte raffinata sotto i Pallavicino, maestosa residenza di famiglia sotto i marchesi Casali, dominava la campagna prossima al Po, tra le città di Cremona e Piacenza.

## Storia
La prima menzione del castello risale al 1298 quando il comune di Cremona fortificò il borgo di Monticelli d'Ongina per rafforzare il controllo sul fiume Po e sulle campagne circostanti. La costruzione della rocca, come la possiamo vedere oggi, si deve a Rolando Pallavicino, che aveva ottenuto la signoria di Monticelli all'inizio del XV secolo. La costruzione venne completata dal figlio Carlo, vescovo di Lodi, che affidò anche la decorazione della cappella di palazzo per la sua preghiera personale a Benedetto e Bonifacio Bembo. Alla morte di Carlo Pallavicino, la rocca e il feudo di Monticelli passarono ai suoi nipoti, infine, ad una nipote che andò in sposa a Gregorio Casali, esponente dei Casali di Bologna, abile diplomatico impiegato da Enrico VIII per gestire i rapporti con lo Stato Pontificio. La nipote era Livia Pallavicino dei Marchesi di Zibello, discendente del ramo cadetto dei Pallavicino di Zibello e parente della famiglia Soavi, presente a Monticelli da generazioni. Alla morte dell'ultimo membro maschile della sua linea diretta, Livia ereditò un terzo del feudo di Monticelli D’Ongina. Gli eredi, i marchesi Casali, abitarono nel castello per molte generazioni, fino al 1957, quando lo vendettero alla parrocchia di San Lorenzo Martire, che ne è l'attuale proprietaria. 

## Descrizione

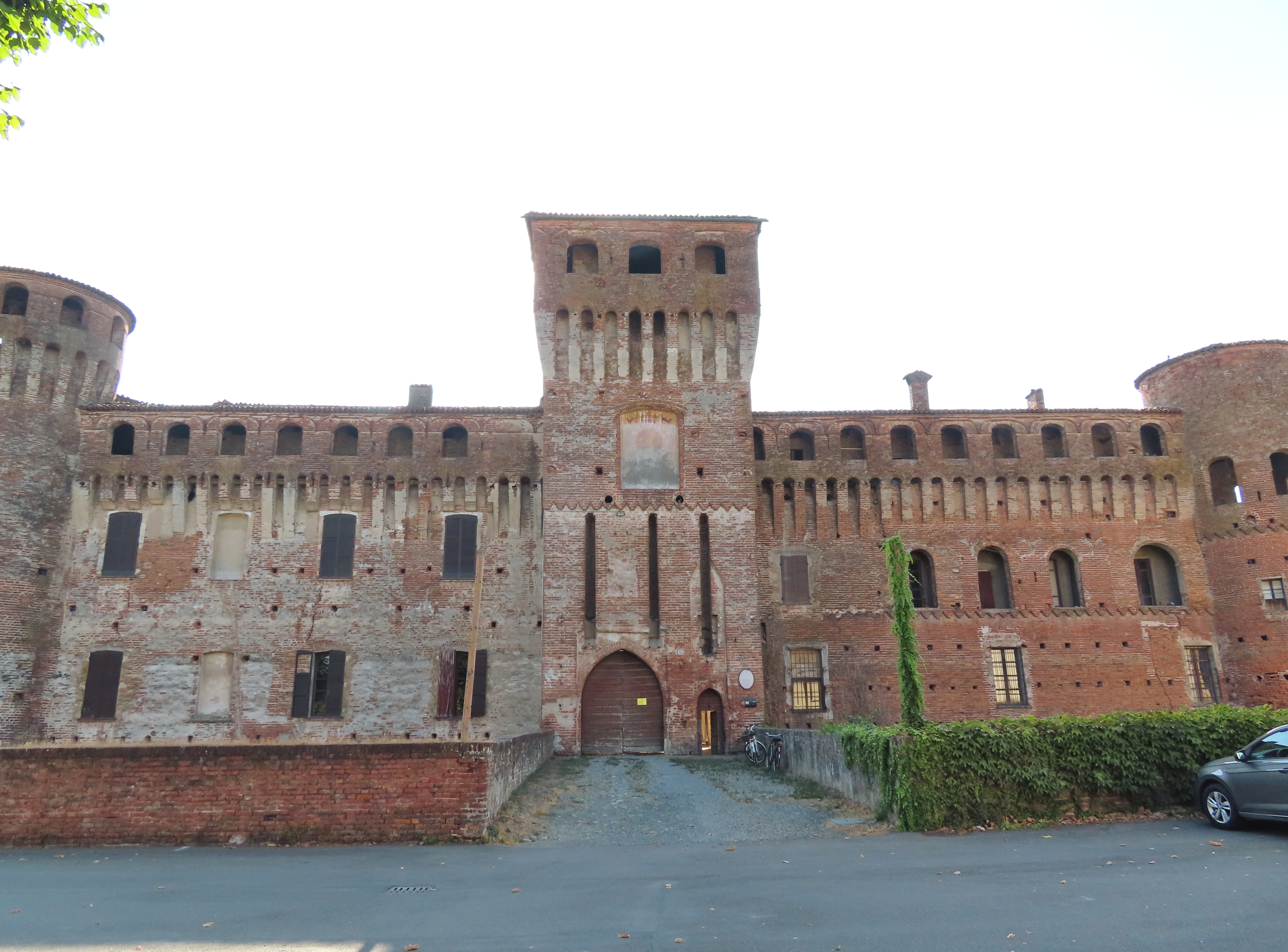
Facciata

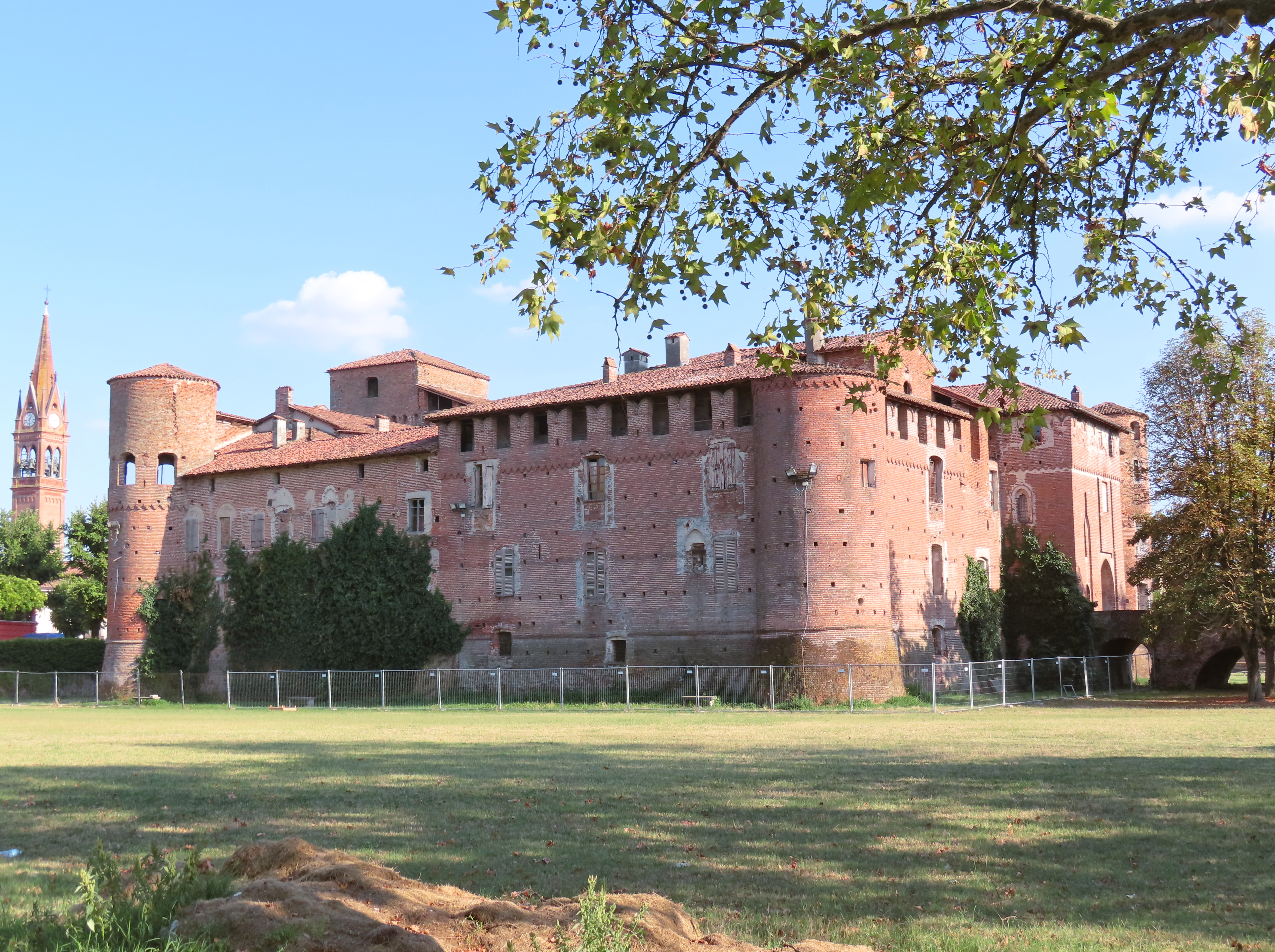
Lati nord e ovest

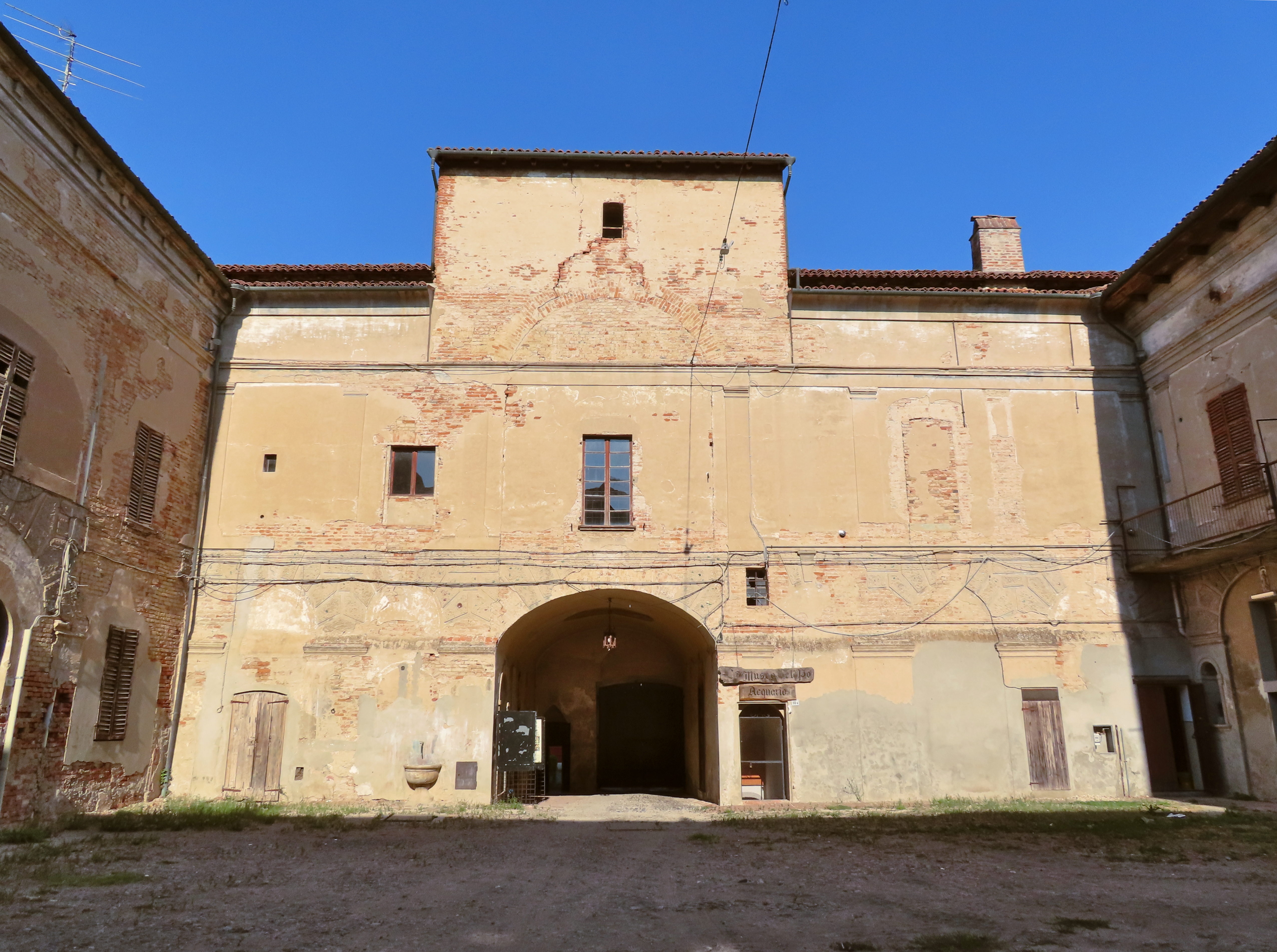
Cortile interno

Costruito interamente in laterizio, con la struttura tipica dei castelli piacentini di pianura, ha pianta quadrangolare con cortile interno, quattro torri cilindriche sporgono dagli spigoli, sopraelevate rispetto alla linea delle cortine. I due ingressi, posti sui lati occidentale e orientale, sono protetti dai masti che portano i segni dei bolzoni dei ponti levatoi oggi sostituiti da ponti in muratura. Nella cappella si possono ammirare affreschi con scene tratte dai Vangeli ed episodi della vita di San Bassiano, patrono di Lodi, ad opera di Bonifacio e Benedetto Bembo. I saloni nobili, nei quali oggi si organizzano mostre di pittura e fotografia, sono decorati con affreschi raffiguranti la gloria della famiglia Casali e allegorie delle stagioni. Al piano superiore del mastio orientale vi sono le stanze un tempo adibite a prigione che portano sulle pareti, ancora visibili, i graffiti lasciati dai prigionieri.

## Museo del Po
Le cantine del castello ospitano l'Acquario e il Museo Etnografico del Po, il Museo Contadino e il Museo Archeologico.

## FAI - Fondo Ambiente Italiano
Il castello di Monticelli d'Ongina vince il premio speciale Classe Amica FAI nel 2013.
Nel 2020, il castello si posiziona 98º nella classifica nazionale della decima edizione della campagna "I Luoghi del Cuore". Si distingue anche per essere il luogo più votato della provincia di Piacenza, il terzo dell'Emilia Romagna e il terzo castello più votato d'Italia.